# 붉은갈색집박쥐
붉은갈색집박쥐(Hypsugo kitcheneri)는 애기박쥐과에 속하는 박쥐의 일종이다. 인도네시아에서 발견되며, 말레이시아에서도 서식하는 것으로 추정된다.

## 특징
작은 박쥐로 몸길이는 56mm이고 전완장은 35~38mm, 꼬리 길이는 41mm, 귀 길이는 14mm이다. 등 쪽은 불그스레한 갈색이고 아래 쪽은 밝은 색을 띤다. 귀가 상당히 크고 이주는 짧고 넓다.

## 생태
먹이는 곤충이다.

## 분포 및 서식지
인도네시아 보르네오섬의 세 곳에서만 알려져 있다. 섬 남서부 바리토강 근처와 섬 북부의 카얀 멘타랑 국립공원, 남동부의 구눙팔룽 국립공원이다.